# American Vintage
American Vintage est une marque de prêt-à-porter créée en 2005 par Michaël Azoulay. Marque d'origine marseillaise, son siège social se trouve depuis 2009 à Signes dans le Var. Elle exploite un réseau de plus de 150 boutiques dans le monde.

## Origines
Michaël Azoulay né en 1978 à Marseille ; avec un bac professionnel en électricité & climatisation, après de petits boulots comme livreur de pizzas ou dans le bâtiment, il devient « par hasard » vendeur de jeans pour New Bim (une marque locale), puis crée la ligne féminine Ana Paola (SARL Aaron) en septembre 2001, spécialisée dans la maille : « je voulais créer ma propre ligne. Quelqu’un m’a vu travailler et m’a poussé à tenter ma chance » et ajoute « C’était petit, je vivotais ».

## Historique de la marque
Après le petit succès commercial de la marque Ana Paola, Michaël Azoulay désirant moderniser cette première marque à la suite de plusieurs voyages à l'étranger, American Vintage apparait en février 2005 avec une première collection durant l'été, composée uniquement de hauts (débardeurs, tuniques, ou t-shirt), et un premier point-de-vente à Marseille plusieurs mois après, tenu par sa femme.

À l'origine, American Vintage se veut uniquement « top et coton ».
La Redoute commercialise par correspondance des produits de la marque à partir de 2007, et l'année suivante voit la création de la ligne masculine,, mais Michaël Azoulay ne cherche pas à trop se diversifier.
Les collections d'American Vintage portent des noms d’états ou de grandes villes américaines, tel que Mississippi ou Cleaveland et ne portent ni signe distinctif, ni logo apparent.
De nos jours, la marque est spécialisée dans la commercialisation de vêtements en coton léger et doux, et reconnue principalement pour ses t-shirt, ses produits de prêt-à-porter simples, basiques, minimalistes, colorés (de quinze jusqu'à une trentaine de couleurs pour certains modèles, souvent pastels), avec des transparences, « Féminiser le tee-shirt en jouant de matières fluides et aériennes », ses pulls en cachemire, et ses jeans à l’aspect usé : « Je viens du commerce. Je ne réfléchis pas en termes de style, de tendance, mais en termes de bons basiques mode. »
2018 construction d'un nouveau siège à Signes.

### Chiffres
En 2004, le chiffre d'affaires consolidé est de 500 000 euros, quadruple l'année suivante, arrive à 7,5 millions d'euros en 2006, puis est multiplié par 4 en deux ans pour atteindre 30 millions d'euros en 2008.
La marque réalise moins de la moitié de son chiffre d'affaires à l'international et 40,8 millions d’euros en 2010 avec 2 millions de pièces commercialisées dont 25 % le sont dans des boutiques en propre, le reste étant dans des points de vente multimarques.

### Points de vente
De nouvelles boutiques sont ouvertes à Athènes en Grèce ainsi qu'Amsterdam aux Pays-Bas et Lille, juste après celle de Marseille, puis deux autres à Paris en 2009 suivie de Lyon, et Madrid en Espagne.
American Vintage se développe depuis toujours à l’international avec des points de vente dans plus de 22 pays. En France, on compte 14 boutiques en nom propre en 2011 puis une vingtaine en 2012 (Nice, Cannes, Montpellier, Toulouse, Bordeaux, Neuilly sur Seine…), cinq corners dans les grands magasins, et un réseau de distributeurs. Au total, la marque dispose d'environ 500 points de vente multimarques en France ainsi que 5 en nom propre en Europe ; et 800 à 1 000 multimarques au total dans le monde. Michaël Azoulay souligne que « C’est l’export qui nous a permis de booster l’entreprise. »
La marque prévoit l'ouverture d'une dizaine de magasins pour l'année 2012, dont un de 70 m2 à Hong Kong « Nous souhaiterions ensuite investir la Chine, le Japon et la Corée ».

## Collaborations
American Vintage conçoit en 2012 une collection capsule spécifiquement pour Monoprix,.

### Mécénat
La marque édite des modèles pour certaines causes comme la lutte contre la leucémie, ou le soutien au Japon après le tsunami.